# Ivanovo (huyện)
Ivanovo là một huyện thuộc tỉnh Ruse, Bungaria. Dân số thời điểm năm 2001 là 11092 người.